# Amiota curvibacula
Amiota curvibacula är en tvåvingeart som beskrevs av Chen och Masanori Joseph Toda 2007. Amiota curvibacula ingår i släktet Amiota och familjen daggflugor. Inga underarter finns listade i Catalogue of Life.